# Айріс (ураган)
Ураган «Айріс» (англ. Hurricane Iris) — невеликий, але потужний ураган 4 категорії, який спричинив масштабні руйнування в Белізі. Айріс був другим за потужністю ураганом у сезоні ураганів в Атлантиці 2001 року після урагану Мішель. Це дев'ятий названий шторм, п'ятий ураган і третій великий ураган 2001 року, що утворився з тропічної хвилі 4 жовтня на південний схід від Барбадосу.
Найбільші руйнування були в Белізі і склали 250 мільйонів доларів (2001  доларів США ). Оскільки Айріс був компактним ураганом, пошкодження в основному були обмежені 72% будинків в районі Толедо і 50% будинків в районі Станн-Крік. Ураган пошкодив або знищив 3718 будинків по всій країні та зруйнував понад 95% будинків у 35 селах у найбідніших частинах країни. Айріс залишила близько 15 000 людей без даху над головою, багато хто отримав допомогу від уряду та місцевого відділення Червоного Хреста . Сильний вітер також пошкодив великі ділянки лісу та посівів, в основному вплинувши на бананову промисловість. Айріс вбила 24 людини в Белізі, у тому числі 20 загинули, коли човен  перекинувся біля Біг-Крік. Ураган також забрав життя восьми людей і пошкодив близько 2500 будинків у сусідній Гватемалі, пізніше пройшли сильні дощі на півдні Мексики, де загинули двоє людей.

## Метеорологічна історія

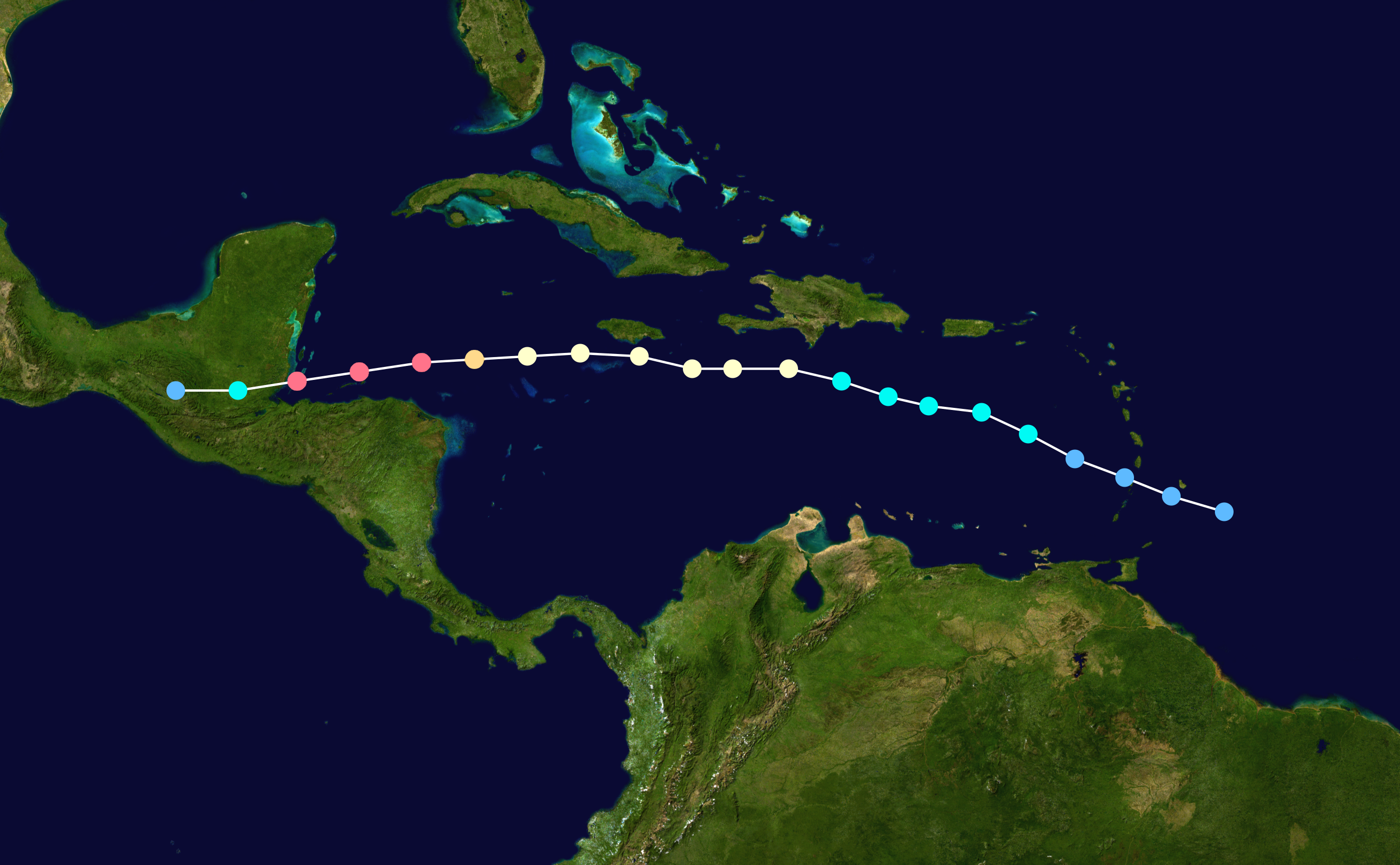
Карта шляху і інтенсивності Урагану Айріс за шкалою Саффіра–Сімпсона

Ближче до кінця вересня 2001 року погано визначена тропічна хвиля рухалася на захід через Атлантичний океан через зону сильного зсуву вітру, на північний схід від Малих Антильських островів. Через кілька днів нижня частина верхнього рівня відокремилася від жолоба і просунулася на південний захід над Карибським морем, що дозволило сформувати область високого тиску, над тропічною хвилею. Зміна створила сприятливе середовище для розвитку тропічної системи і створила зону конвекції незабаром вздовж осі хвилі. Коли тропічна хвиля наближалася до Малих Антильських островів, у найглибшій частині конвекції утворилася циркуляція вітру середнього рівня , а на супутникових знімках циркуляція низького рівня стала поступово більш вираженою. Хоча її низький рівень циркуляції був невеликим і погано визначеним, система зросла в організації настільки, щоб її класифікували як одинадцять тропічних депресій о 12:00  UTC 4 жовтня, розташовану приблизно в 100 милях (160 км) на південний схід від Барбадосу. Однак Мисливці за ураганами підтвердили формування депресії лише через дев’ять годин.
На ранніх стадіях западина просувалася на захід-північ-захід між островами Сент-Вінсент і Сент-Люсія під впливом сильного хребта на півночі. Порівняно з появою за 24 години до формування, депресія показала покращений відтік і більш чітку конвекцію, хоча її нижня циркуляція залишалася дуже погано організованою. Це було підтверджено польотом Мисливців за ураганами в систему, який не повідомив про закриту циркуляцію, незважаючи на добре організований вигляд депресії на супутникових знімках. О 21:00 UTC 5 жовтня вони повідомили про посилення циркуляції з вітром на рівні польоту 74 миль/год (119 км/год), що відповідає інтенсивності приземного вітру 60 миль/год (95 км/год). На основі цих даних, депресія була перетворена на Тропічний шторм Айріс, розташовану приблизно в 155 милях (250 км) на південь від південного узбережжя Пуерто-Рико. У після сезонному аналізі Національний центр ураганів (NHC) підрахував, що Айріс досяг статусу тропічного шторму приблизно дев’ятьма годинами раніше.

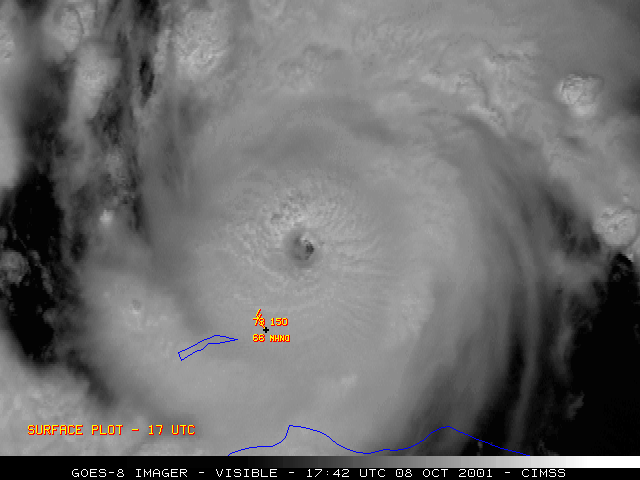
Око Айріс на північ від Гондурасу, 8 жовтня ввечері

Незважаючи на посилення шторму та добре організовану появу супутника, циркуляцію не вдалося визначити краще. У своїй першій дискусії про Айріс  NHC згадав про можливість виродження системи в тропічну хвилю, якщо вона збереже свою швидкість вперед. Один синоптик зазначив, що центр був крихким і що циклон міг би швидко розвіятися, якщо він зіткнеться з сильнішим зсувом вітру на півдні. Хоча його загальний вигляд істотно не змінився, 6 жовтня «Мисливці за ураганами» повідомили про закрите око діаметром 23 милі (37 км). Пізніше в той же день, Айріс досяг сили урагану на південний-захід від південного краю Домініканської Республіки, і NHC зазначив, що взаємодія з Великими Антильськими островами буде єдиним фактором, що перешкоджає подальшому розвитку. Після того, як рано 7 жовтня Айріс досяг швидкості вітру 85 миль/год (140 км/год), його інтенсивність залишалася незмінною протягом приблизно 24 годин. За цей час зовнішній вигляд супутника став дещо нерівним, оскільки його відтік став обмеженим, можливо, через низький рівень. Наприкінці 7 жовтня область ураганних вітрів, пов’язаних з Айріс , простягалася лише на 25 миль (35 км) від її ока шириною 16 миль (22 км).
Рано 8 жовтня, після повороту із заходу на південний захід від Великих Антильських островів, Айріс знову почав зміцнюватися з теплими водами та відсутністю значного зсуву вітру, і NHC прогнозував максимальний вітер 105 миль на годину (165 км/год) до того, як вдарив Белізу. Натомість, Айріс натомість почав швидко посилюватися в сприятливих умовах, підвищуючись від 95 миль/год (150 км/год) до 140 миль/год (225 км/год) за 12-годинний період 8 жовтня, що зробило Айріс  ураганом з 4- ю категорією  за шкалою Саффіра-Сімпсон ; за ту ж тривалість мінімальний центральний тиск впав на 38  мбар (1,12  дюйма рт.ст. ). Посилюючи, ураган розвинув концентричні очні стінки , з внутрішнім оком діаметром 7 миль (11 км). Для порівняння, найменший відомий діаметр ока урагану в Атлантиці був близько 3 миль (5 км), під час урагану Вільма в 2005 році. При такому невеликому оку, Мисливці за ураганами не можуть скинути зонди в центр Айріс, і невдовзі після польоту внутрішнє око розсіялось, коли ядро проходило паралельно узбережжю Гондурасу неподалік від берега. Це призвело до тимчасового і незначного ослаблення під час циклу заміни очних стін, але протягом кількох годин ураган знову посилився, і досяг піку вітру 145 миль на годину (230 км/год) недалеко від Белізу. О 02:00 UTC 9 жовтня Ураган Айріс вийшов на берег як ураган 4 категорії в південній частині Белізу. Операційно було оцінено, що він вийшов на берег із вітром 150 миль/год (240 км/год), хоча з невідомої причини під час постаналізу цей показник був знижений.
Спочатку передбачалося, що ураган Айріс залишиться тропічним циклоном, перетинаючи Центральну Америку, і знову посилиться у східній частині Тихого океану; якби це було зроблено, воно б зберегло назву Айріс. Натомість ураган швидко ослаб після переміщення в гірську місцевість Гватемали, і протягом шести годин після виходу на сушу ураган ослаб до тропічного шторму. Пізно 9 жовтня, протягом шістнадцяти годин після виходу на сушу, циркуляція шторму розсіялася над крайнім південно-східним районом Мексики. Коли залишки наближалися до Тихого океану, на південь від початкової циркуляції Айріс розвинулась нова область конвекції. Він поступово організувався, продовжуючи на захід, розвиваючись у тропічний шторм Мануель; новий шторм в кінцевому підсумку тривав до 18 жовтня, перш ніж піддатися більш прохолодним водам і зсуву вітру.

## Підготовка
Протягом чотирьох днів було видано шістнадцять попереджень , які вплинули на Домініканську Республіку, кубинські провінції Гранма і Сантьяго-де-Куба , Ямайку, Кайманові острови , півострів Юкатан , Гватемалу , Гондурас і Беліз. Загроза з боку Айріс спонукала до активації Національного центру надзвичайних ситуацій Ямайки. У країні були відкриті притулки, але в кінцевому підсумку вони не використовувалися.
У Белізі попередження про ураган було оголошено приблизно за 23 години до того, як Айріс вийшов на берег. Надзвичайний стан у країні було оголошено 8 жовтня, коли ураган Айріс наблизився до берега. Усі комітети з реагування на надзвичайні ситуації були активовані, щоб швидко розпочати відновлювальні роботи. Обов’язкова евакуація була видана для прибережних сіл Станн-Крік і Толедо та всіх прибережних островів. Головну лікарню в Беліз-Сіті було евакуйовано як запобіжний захід, а саме місто було введено під наказ про добровільну евакуацію. Загалом 11 380 людей евакуювали зі своїх будинків в Белізі, в тому числі багато в Беліз-Сіті. Пізніше ця евакуація була зарахована як обмеження кількості загиблих. Ураган Кіт обрушився на країну роком раніше, підготувавши деяких громадян до того, чого очікувати. Групи реагування на катастрофи прибули на наступний день після того, як планувалося, що Айріс прийде до берега. Співробітники Панамериканської організації охорони здоров’я перебували в режимі очікування в Белізі, Гватемалі та Гондурасі та були готові реагувати на будь-які спалахи хвороби після шторму.
8 жовтня уряд Гондурасу оголосив червону тривогу для всіх північних регіонів, рекомендуючи жителям очікувати «екстремальних погодних умов». Близько 5000 людей у країні евакуювали зі своїх будинків. На північ від Белізу чиновники Мексики евакуювали людей з рибальських сіл і закритих портів.

## Наслідки
| Країна                   | Смерті |
| ------------------------ | ------ |
| Беліз                    | 23     |
| Домініканська республіка | 3      |
| Гватемала                | 8      |
| Мексика                  | 2      |
| Загалом                  | 36     |

### Антильські острови
Поки Айріс перебувала на стадії розвитку, жителі на півночі до Сент-Томас повідомляли про дощі та грози . У Домініканській Республіці на узбережжі випало приблизно 3 дюйми (76 мм) опадів, що змусило 35 сімей евакуювати зі своїх будинків після того, як річки вийшли з берегів. Дощі спровокували зсув біля Санто-Домінго, який зруйнував будинок, у результаті чого загинула сім’я з трьох осіб. В області стався ще один зсув, внаслідок якого постраждали двоє людей. Прохід Айріс поблизу Ямайки зруйнував два будинки та пошкодив дахи двох інших, спричинивши одну травму. В іншому випадку збитки в країні були мінімальними.

### Беліз
Ураган Айріс вийшов на берег у Белізі зі швидкістю вітру 145 миль/год (230 км/год), хоча найвища виміряна швидкість вітру була 106 миль/год (171 км/год) на станції в Біг-Крік. Через свій малий діаметр Айріс завдала серйозної шкоди лише в районі 70 миль (110 км) південного Белізу. У цьому регіоні ураган викликав штормовий нагон висотою до 15 футів (4,6 м) з хвилями понад 13 футів (4,0 м) у висоту, що спричинило затоплення вулиць і деякі пошкодження морських берегів.
Виходячи на берег, Айріс пошкодила будинки та школи в десятках сіл.  У 35 селах шторм знищив понад 95% будівель.. Його невеликий розмір завдав найбільшої шкоди переважно районам Толедо та Станн-Крік , які є двома найпівденнішими та найбіднішими районами країни. Відсоток пошкоджених будинків становив 72% в окрузі Толедо і близько 50% у Стенн-Крік, в результаті чого близько 15 000 людей залишилися без даху над головою. В обох районах шторм спричинив відключення електроенергії та забруднене водопостачання. У найбільш постраждалих районах бідні люди майя, які живуть на фермах, втратили більшу частину того, що їм належало. У Пласенсії біля узбережжя близько 80% будинків було зруйновано, а багато будинків, що залишилися, були пошкоджені, а на вулицях були зламані опори електропередач. Близько 90% будинків у сусідній затоці Сена були зруйновані а там, де Айріс вийшла на берег, понад 90% будинків було знищено по всьому місту. Шторм пошкодив кілька доріг і рибальських причалів на півдні Белізу. Айріс також пошкодив туристичні об'єкти, в тому числі незначного впливу на руїни майя в Белізі, і пошкодив 20% готельних номерів у країні, що склало 37 мільйонів доларів збитків. Решта країни в цілому не постраждала під час шторму. 
На півдні Белізу сильний вітер шторму завдав шкоди врожаю, в деяких випадках там, де збирання врожаю щойно розпочалося. Було знищено близько 5000 акрів (2000 га) бананів, а також понад 3500 акрів (1400 га) рису, 3000 акрів (1200 га) кукурудзи та інших культур у меншій мірі. Буря також затопила поля і вбила кілька голів худоби. Промисловість креветок втратила 25% свого вилову, частково через забруднені води. Збитки врожаю в Белізі оцінювали в 103 мільйони доларів,  в основному від втрат бананів. Сильні вітри також пошкодили великі ділянки лісу, у деяких районах постраждало понад 40% дерев. Це порушило середовище проживання  тварин, і цілком ймовірно, що багато мавп-ревунів були вбиті. Сильні хвилі розмивали пляж, хоча наслідки були набагато меншими, ніж від впливу урагану Кіт у попередньому році. Тим не менш, були повідомлення про загибель риби після шторму, можливо, через низький рівень кисню.
По всій країні ураган пошкодив або знищив 3718 будинкі, що безпосередньо вплинуло на 21 568 осіб або 8,5% від загальної кількості населення. Шторм пошкодив або знищив 31 школу та 17 медичних закладів, а також 21 державну будівлю. Транспортному сектору, включаючи шосе та мости, було завдано збитків близько 25 мільйонів доларів. Айріс вбила 24 людини в країні та навколо неї, включаючи жертв корабельної аварії Wave Dancer. Загальний збиток оцінюється в 250 мільйонів доларів, що робить його найбільш руйнівним штормом у країні з часів урагану Хетті в 1961 році.

### Центральна Америка
Сильні дощі спричинили відключення електроенергії в Гватемалі та Гондурасі. У першому випадку кількість опадів під час урагану загалом становила від 3 до 4 дюймів (76–102 мм), що спричинило раптові повені та зсуви, у яких постраждали майже 100 людей. Найбільша шкода була в департаменті Петен у північній частині країни. Шторм пошкодив 26 шкіл і 2500 будинків у внутрішніх районах країни. Приблизно 27 500 людей постраждали від шторму по всій Гватемалі. У країні було вісім смертей, з них двоє людей загинули  в результаті падіння дерев.
Залишки Айріс відстежувались на півдні Мексики, де випало 4,80 дюйма (122 мм)  опадів у південному штаті Чіапас. В Оахаці шторм викликав сильні дощі і пошкодив загалом 120 будинків. Зсув в одному селі зніс 20 будинків і загинула дитина, а в інших місцях штату чоловік потонув після того, як його знесло в повноводній річці.

## Замітки
Після завданої великої шкоди в Белізі навесні 2002 року Всесвітня метеорологічна організація  скасувала ім'я Айріс і більше ніколи не буде використовуватися для урагану в Атлантиці.  Пізніше ім'я було замінено ім'ям Інгрід, яке вперше було використано в сезоні 2007 року і було вилучено після сезону 2013 року